# خوليو فونسيكا
خوليو فونسيكا (بالإسبانية: Julio Fonseca)‏ هو ملحن كوستاريكي، ولد في 22 مايو 1885 في سان خوسيه في كوستاريكا، وتوفي بنفس المكان في 22 يونيو 1950.